# Paracomesoma inaequale
Paracomesoma inaequale is een rondwormensoort uit de familie van de Comesomatidae. De wetenschappelijke naam van de soort is voor het eerst geldig gepubliceerd in 1977 door Jensen & Gerlach.